# Costanza Rangoni, condesa Gozzadini

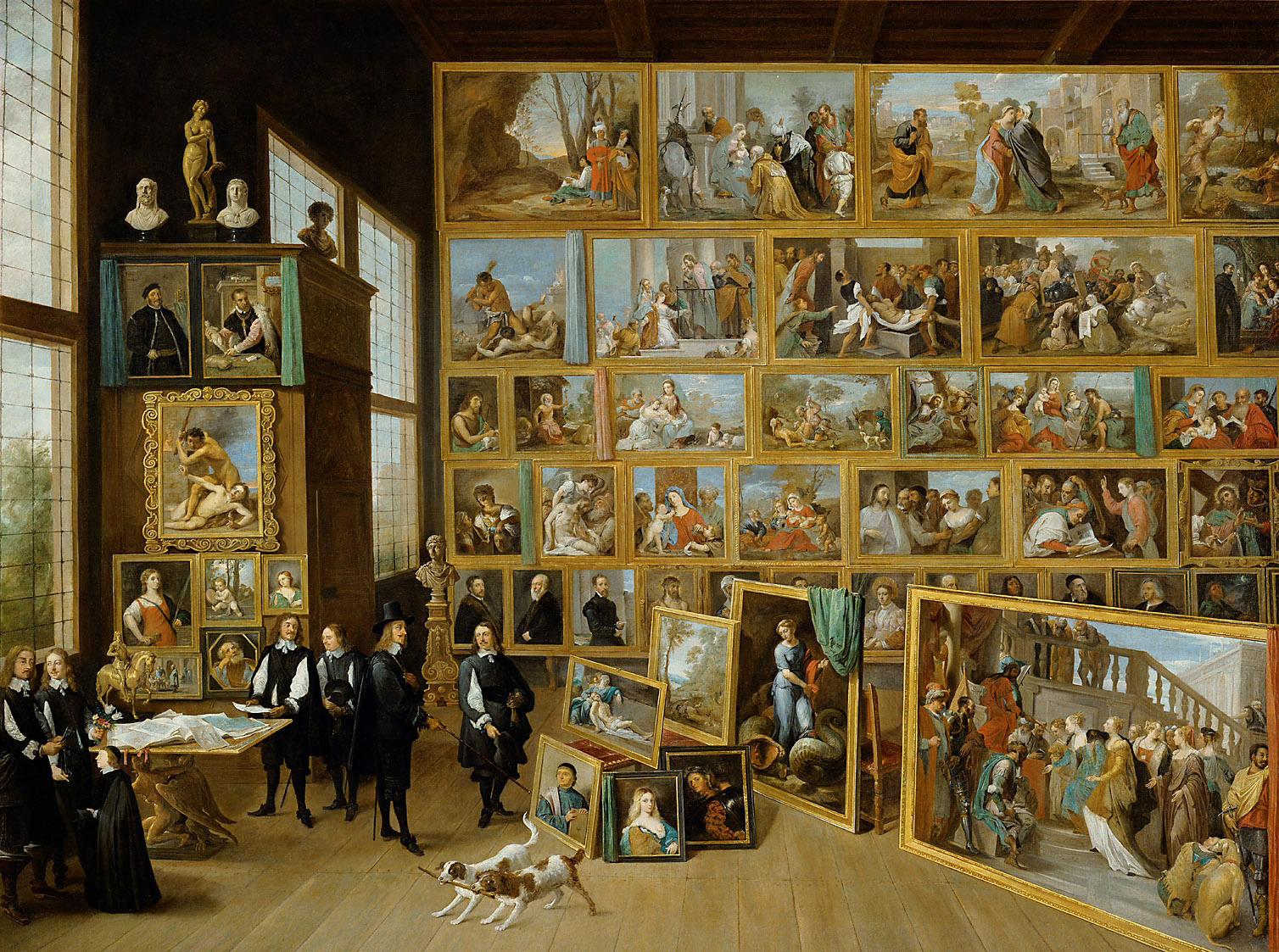
Teniers el Joven, la Galería del archiduque Leopoldo Guillermo en Bruselas (1659); el retrato de Costanza Rangoni, antes de los cortes, se encuentra en la fila más baja de la pared, en el centro.

El Retrato de Costanza Rangoni, condesa Gozzadini, es una pintura al óleo sobre tabla de 50 x 46,4 cm de Parmigianino, datable hacia 1530 y conservada en el Kunsthistorisches Museum de Viena.

## Historia
La condesa Gozzadini, como recuerda Litta, era de Módena, nació Costanza di Battista Rangoni y murió en 1586. Fue retratada, según Vasari, junto con su marido Bonifacio, pero el retrato de este último quedó inacabado probablemente debido a la salida del pintor de la ciudad. En realidad no hay ninguna confirmación en los inventarios antiguos que apoye esta identificación, pero es generalmente aceptada por los críticos.
La obra originalmente mostraba la figura de medio cuerpo, con los brazos, manos sosteniendo un libro abierto y una mayor porción de cortina al fondo, con un encuadre similar a La esclava turca. Fue reducido en un período no especificado, probablemente entre 1660 y el siglo XVIII, para encontrar espacio en un nuevo marco o para acompañar a otra obra de este tamaño, según el gusto decorativo de la época; No se excluye que la parte cortada no estuviera completamente terminada y, por lo tanto, se considerara "defectuosa". En 1659 el retrato es visible, todavía en su tamaño completo, en la pintura que representa la galería de arte del archiduque Leopoldo Guillermo en Bruselas, de David Teniers el Joven.
El estilo es cercano al de la Virgen de San Zacarías y la fisonomía de la mujer es similar a la de la Virgen de la Madonna de la rosa, lo que sugiere una datación de finales del período boloñés, hacia 1530.

## Descripción y estilo
Contra un fondo liso negro con una cortina verde a la izquierda, la mujer luce un suntuoso vestido rosa, con mangas abullonadas acuchilladas (o sea decoradas mediante cortes abiertos), según la moda de la época. Es abierto en el pecho y deja ver así la camisa blanca debajo con cuello alto de ribete rizado y ceñido al cuello mediante una banda del mismo color que el vestido. En la cabeza lleva un balzo con bordados dorados, según una moda iniciada por Isabel de Este y popular en las primeras décadas del siglo XVI en toda la zona de Lombardía y del valle del Po. El rostro aparece de tres cuartos y muestra un notable refinamiento, respecto al vestido más rápidamente delineado, con pinceladas rápidas que no se fusionan del todo. Mira intensamente al espectador, estableciendo un diálogo silencioso del que se desprende su carácter de mujer noble, inteligente y carismática.